# Виконт Чандос
Виконт Чандос из Олдершота в графстве Саутгемптон — наследственный титул в системе Пэрства Соединённого королевства. Он был создан 9 сентября 1954 года для британского бизнесмена и государственного служащего Оливера Литтелтона (1893—1972). Он был сыном политика и спортсмена, достопочтенного Альфреда Литтелтона (1857—1913), восьмого сына Джорджа Литтелтона, 4-го барона Литтелтона (1817—1876). Старший сын и преемник последнего, Чарльз Литтелтон, 5-й баронет Литтелтон (1842—1922), в 1889 году унаследовал титул 8-го виконта Кобэма после смерти своего родственника, Ричарда Темпл-Наджента-Бриджеса-Чандоса-Гренвилла, 3-го герцога Бекингема и Чандоса, 7-го виконта Кобэма (1823—1889).
По состоянию на 2024 год обладателем титула являлся его внук, Томас Орландо Литтелтон, 3-й виконт Чандос (род. 1953), который стал преемником своего отца в 1980 году. Он потерял своё место в Палате лордов после принятия Палатой лордов акта 1999 года, который лишил наследственных пэров автоматического права заседать в верхней палате парламента. Но в 2000 году Томас Орландо Литтелтон, 3-й виконт Чандос, получил звание пожизненного пэра как барон Литтелтон Олдершотский из Олдершота в графстве Хэмпшир и вернулся в Палату лордов, где является членом лейбористской партии.

## Виконты Чандос (1954)

Оливер Литтелтон, 1-й виконт Чандос (1893—1972)

- 1954—1972: Оливер Литтелтон, 1-й виконт Чандос (15 марта 1893 — 21 января 1972), старший сын достопочтенного Альфреда Литтелтона (1857—1913) от второго брака;
- 1972—1980: Энтони Альфред Литтелтон, 2-й виконт Чандос (23 октября 1920 — 28 ноября 1980), старший сын предыдущего;
- 1980 — настоящее время: Томас Орландо Литтелтон, 3-й виконт Чандос (род. 12 февраля 1953), старший сын предыдущего;
  - Наследник: достопочтенный Энтони Оливер Литтелтон (род. 21 февраля 1986), старший сын предыдущего.